# Орисфера

Спряжені орисфери в моделі Пуанкаре.

У фінслеровій геометрії, орисфера визначається як межа сімейства сфер, таким чином.
Зафіксуємо точку {\displaystyle p} фінслерового простору та геодезичний промінь {\displaystyle l}, що виходить з цієї точки. Розглянемо сімейство сфер {\displaystyle S(r,O),\ O\in l}, що проходять через точку {\displaystyle p}, центри яких розташовані на промені {\displaystyle l}. Межа послідовності цих сфер, коли радіус {\displaystyle r} зростає до нескінченності, називається орисферою.

## Пов'язані визначення
- Орисфера {\displaystyle H_{l^{-}}}, що проходить через точку {\displaystyle p}, і побудована за променем {\displaystyle l^{-}}, протилежно спрямованому променю {\displaystyle l}, називається спряженою до орисфери {\displaystyle H_{l^{+}}}, побудованої по променю {\displaystyle l}.
- Орикуля — тіло обмежене орисферою.
- На двовимірній фінслеровій поверхні орисфера називається орициклом.
- Сімейство орисфер, для якого точка {\displaystyle p} пробігає всю пряму {\displaystyle l}, доповнене сімейством прямих «паралельних» {\displaystyle l} утворює орициклічну систему координат.

## Приклади
- В евклідовому просторі орисферами є евклідові площини. Відповідно, в евклідовій площині орициклом буде пряма. Отже, поняття орисфери в такому сенсі узагальнює поняття площини.

### Гіперболічний простір
Залежно від моделі гіперболічної геометрії, орисфери мають такий вигляд:
- В моделі Пуанкаре в кулі {\displaystyle \Delta ^{n}} орисферами будуть сфери, дотичні до абсолюту та круги, що проходять через центр сфери {\displaystyle \Delta ^{n}}.
- В моделі Пуанкаре у верхньому півпросторі {\displaystyle \mathbb {H} ^{n}=\{(x_{1},\dots ,x_{n})\in \mathbb {R} ^{n}|\ x_{n}>0\}} орисферами будуть сфери, дотичні до площини {\displaystyle x_{n}=0} (абсолюту) та площини {\displaystyle x_{n}=C,\ (C>0)}.

## Властивості орисфер у многовидах Адамара
Многовидом Адамара називається повний однозв'язний ріманів многовид недодатної секційної кривини. Прикладом буде гіперболічний простір, як многовид сталої секційної кривини −1.
У многовиді Адамара класу {\displaystyle C^{\infty }} орисфера буде поверхнею класу {\displaystyle C^{2}}. Тому для орисфер у многовиді Адамара існує нормальна кривина в кожній точці в будь-якому напрямку.
Відомо, що для сфер многовиду Адамара з обмеженими секційними кривинами {\displaystyle 0>-k_{1}^{2}\geqslant K_{\sigma }\geqslant -k_{2}^{2},\ k_{1},k_{2}>0} нормальна кривина сфер обмежена {\displaystyle {k_{2}}\geqslant k_{n}\geqslant {k_{1}}}. Оскільки, орисфера буде межею сфер, то нормальна кривина орисфер буде обмеженою: {\displaystyle {k_{2}}\geqslant k_{n}\geqslant {k_{1}}.}
Як наслідок отримуємо, що нормальна кривина орисфер у гіперболічному просторі дорівнює 1. А отже, у внутрішній метриці, індукованій гіперболічним простором, орисфера ізометрична евклідовому простору.
Перша фундаментальна форма гіперболічного простору в моделі Пуанкаре у верхній півплощині має вигляд
{\displaystyle ds^{2}={\frac {dx_{1}^{2}+\dots +dx_{n}^{2}}{x_{n}^{2}}}.}